# SIMA
SIMA（シーマ）は、各種測量アプリケーション・CAD相互でのデータ交換を目的としたフォーマット。日本の測量業界でよく用いられる。SIMAとはSurveying Instruments Manufacturers' Association の略で、正式名称を「測量データ 共通フォーマット」といい、日本測量機器工業会の英読みから、Jを除いた頭文字をつなげたものである。